# Everytime I Die
"Everytime I Die" es una canción de la banda finlandesa de  Melodic Death Metal, Children of Bodom. La canción fue grabada para su tercer álbum, Follow The Reaper (2000).
- Datos: Q3735584